# Odbicia
Odbicia – polski serial obyczajowy wyprodukowany w 1989 roku przez Centralną Wytwórnię Programów i Filmów Telewizyjnych Poltel. Zdjęcia kręcono w Tomaszowie Mazowieckim.

## Opis fabuły
Bohaterami serialu są Małgosia i Andrzej. Ona, pochodząca z tak zwanego dobrego domu, na każdym kroku kontrolowana przez matkę, podjęła studia na Politechnice Warszawskiej, kierunek chemia. On zaś studiował na Wydziale Zootechniki SGGW. Bohaterowie poznają się w Klubie Studenckim. Kolejne odcinki opowiadają burzliwe losy ich związku.

## Obsada
- Beata Rakowska − Małgosia Słończyk
- Tomasz Dutkiewicz − Andrzej Różycki
- Joanna Wizmur − Teresa Wawrzyniak, koleżanka Małgosi
- Barbara Sołtysik − matka Małgosi
- Wojciech Duryasz − Jakub, ojciec Małgosi
- Zofia Rysiówna − Maria, ciotka Andrzeja
- Bronisław Pawlik − ojciec Andrzeja
- Wojciech Kościelniak − fotograf Marek
- Teresa Szmigielówna − Róża, służąca ciotki Andrzeja